# Baromantika
Baromantika je čtvrté studiové album české zpěvačky Lenky Dusilové. Vydáno bylo v prosinci roku 2011. Spoluautorkou několika skladeb je Beata Hlavenková, textově se na desce podíleli například Justin Lavash, Martin Evžen Kyšperský či Dorota Barová. Kromě dvou písní – jedné polsky a druhé anglicky zpívané – mají všechny písně český text. Na albu hráli mimo jiné členové Orchestru Berg. Práce na albu probíhaly během roku 2011 v různých studiích, včetně pražského studia Sono. O zvuk se staral Milan Cimfe a coby producenti jsou uvedeni Tin Soldiers, Beata Hlavenková a Lenka Dusilová.

## Seznam skladeb
| Pořadí | Název                               | Hudba                        | Text                          | Délka |
| ------ | ----------------------------------- | ---------------------------- | ----------------------------- | ----- |
| 1.     | Baromantická                        | Dusilová                     | Lenka Dusilová, Ondřej Fencl  | 5:15  |
| 2.     | Mrazy                               | Dusilová                     | Michael Kubesa, Fencl         | 4:17  |
| 3.     | Království zvyku                    | Beata Hlavenková, Dusilová   | Kubesa                        | 3:35  |
| 4.     | Luna                                | Dusilová, Bartoš             | Kryštof Ewanče, Václav Bartoš | 4:50  |
| 5.     | Moje milá má všechny přednosti vody | Marek Dusil                  | Victor Segalen                | 2:55  |
| 6.     | Wspomnienie                         | Hlavenková, Dusilová         | Dorota Barová                 | 3:44  |
| 7.     | Brother                             | Hlavenková, Lavash, Dusilová | Justin Lavash                 | 4:47  |
| 8.     | Smiluje                             | Dusilová                     | Dusilová                      | 4:06  |
| 9.     | Ptáci                               | Hlavenková, Dusilová         | Martin Evžen Kyšperský        | 3:18  |
| 10.    | Valerie                             | Dusilová, Viliam Béreš       | Kyšperský                     | 3:49  |
| 11.    | Kontrapunk                          | Hlavenková, Dusilová, Béreš  | Dusilová                      | 4:24  |

## Obsazení
- Lenka Dusilová – zpěv, akustická a elektrická kytara, ukulele
- Beata Hlavenková – klavír, zvukový design, doprovodné vokály
- Viliam Béreš – klavír, ukulele, samply, zvukový design, doprovodné vokály
- Patrick Karpentski – klávesy, elektrická kytara, zvukový design, ukulele
- Miloš Dvořáček – bicí, perkuse, steel drum
- Marek Minárik – basa
- Rasťo Uhrík – kontrabas

Hosté
- Dorota Barová – zpěv (6)
- Ema Ditrichová – zpěv (2)
- Hedvika Jiouzová – harfa (1, 2, 3, 6, 8)
- Terezie Kovalová – violoncello (5)
- Václav Bartoš – zpěv (4)
- Rostislav Fraš – flétna (5)
- Justin Lavash – zpěv, slide kytara (7)
- Orchestr Berg pod vedením Petera Vrábela (1, 2, 6, 11)